# Antoniusgrotte (Alzenau)

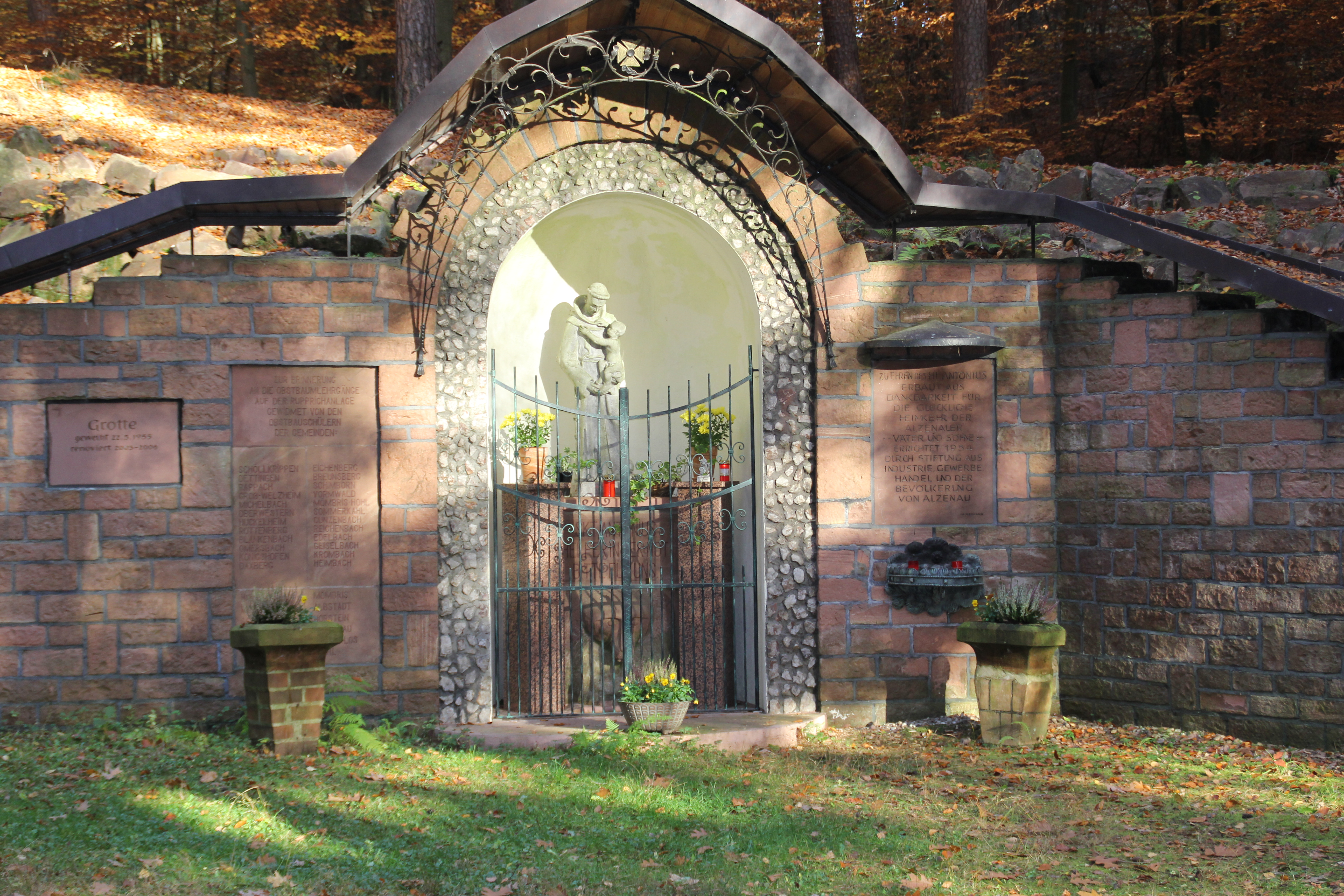
Die Antoniusgrotte im Alzenauer Stadtwald

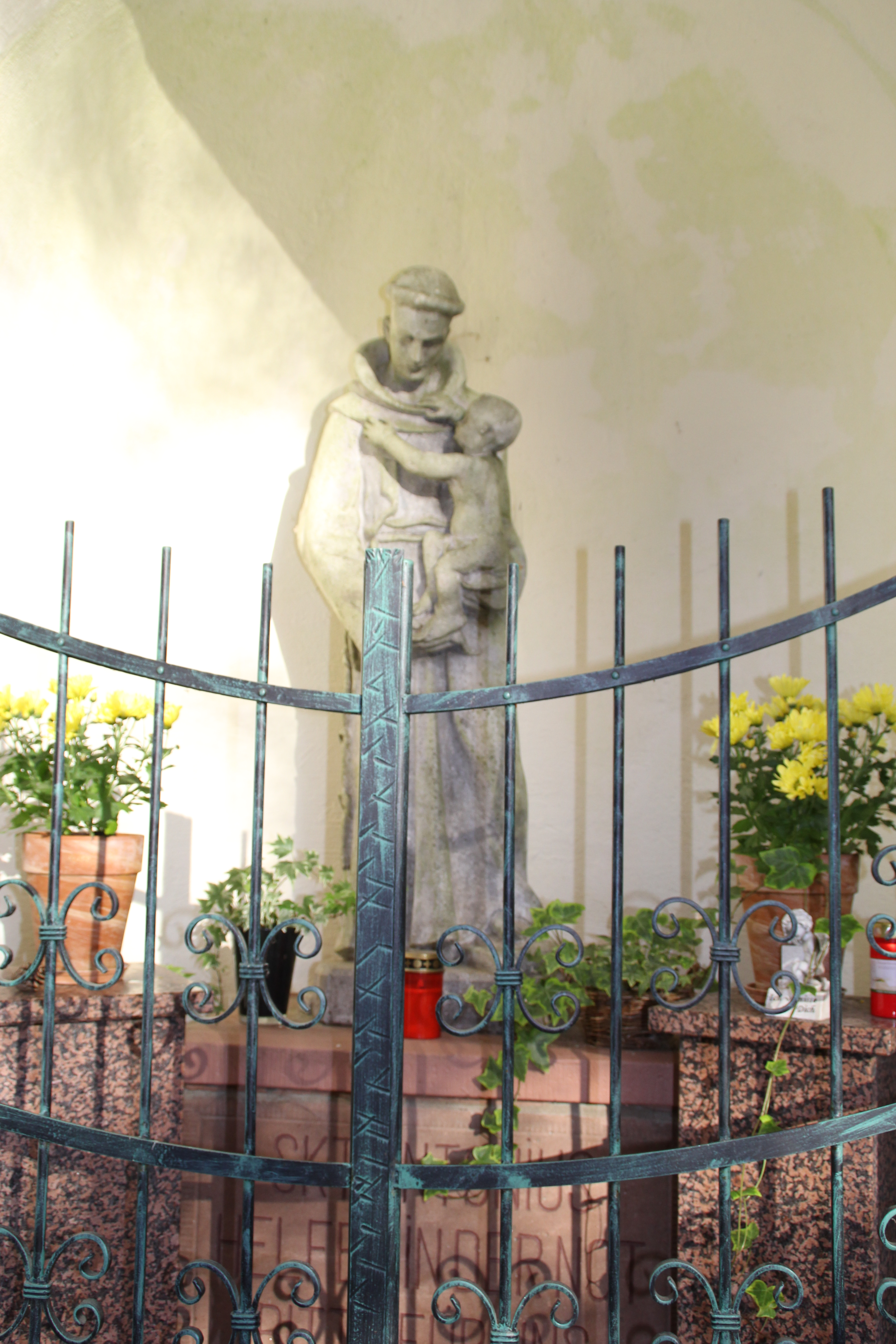
Die Antoniusfigur in der Grotte

Die Antoniusgrotte ist eine Grotte bei Alzenau im Landkreis Aschaffenburg in Bayern.

## Geographie
Die Antoniusgrotte befindet sich im Alzenauer Stadtwald, nördlich der Staatsstraße 2305, im Westen einer großen Lichtung. Sie liegt in einer kleinen Schlucht zwischen dem Rotenberg und dem Ruhberg im „Rupprich“.
Durch das Gelände der Antoniusgrotte verläuft ein etwa 150 m langer Bach. Er entspringt ungefähr hundert Meter nordöstlich der Grotte, durchfließt dann einen gefassten Fischweiher und versickert dann schließlich im sandigen Waldboden direkt an der Grotte.

## Geschichte
Im Frühjahr 1954 wurde die Grotte zu Ehren des Heiligen Antonius, aus Dankbarkeit für die Weltkriegsheimkehrer der Väter und Söhne von Alzenau errichtet und durch freiwillige Spenden aus dem gesamten Kahlgrund finanziert. Ein Bildhauer aus Somborn stellte die 1,25 m hohe Antoniusstatue aus Muschelkalk, die das Jesuskind auf dem Arm trägt, her. Sie steht auf einem Sockel, aus dem ein Wasserspeier in Form eines Löwenkopfes ragt. Das Mauerwerk ist aus rotem Sandstein aus dem Spessart. Im Beisein von Heinrich Degen wurde die Antoniusgrotte im Mai 1955 geweiht. Bürgermeister Michael Antoni übernahm bis zu seinem Tod 1968 die Unterhaltung der Grotte. Bis dahin fand dort ein alljährlicher Gottesdienst statt. Die Antoniusgrotte wurde von 2003 bis 2006 renoviert.